# Liste des dirigeants des régions et des comtés du Royaume-Uni
Cette page dresse d’une part la liste des dirigeants actuels des régions formant le Royaume-Uni (dont les territoires appartenant ou liés au pays) ; d’autre part la liste des dirigeants des comtés du Royaume-Uni (comtés de l’Angleterre, council areas de l’Écosse, comtés du pays de Galles et districts de l’Irlande du Nord).

## Secrétaires d’État aux régions et dirigeants régionaux
Sont reprises ici les 9 régions statistiques de l’Angleterre, le pays de Galles, l’Écosse et l’Irlande du Nord. Les assemblées régionales anglaises (hors le Grand Londres), créées en 1998, ont été remplacées, entre 2008 et 2010, par des local authority leaders’ boards et formellement abolies le 31 mars 2010. Les local authority leaders’ boards peuvent néanmoins continuer à fonctionner comme voluntary associations of council leaders (associations volontaires des chefs de conseil).
| Région                   | Statut                                                              | Nom                | Depuis (le)      |
| ------------------------ | ------------------------------------------------------------------- | ------------------ | ---------------- |
| Angleterre du Nord-Est   | Président de l’Association of North East Councils                   | -                  | -                |
| Angleterre du Nord-Ouest | Président du North West Regional Leaders Board (4NW)                | Richard Leese      | Février 2009 ?   |
| Angleterre du Sud-Est    | Président du South East England Councils                            | Paul Carter        | Avril 2009       |
| Angleterre du Sud-Ouest  | Président du South West Councils                                    | Angus Campbell     | Avril 2010       |
| Écosse                   | Secrétaire d'État pour l'Écosse                                     | Alister Jack       | 24 juillet 2019  |
| Écosse                   | Premier ministre                                                    | Nicola Sturgeon    | 20 novembre 2014 |
| Est-de-l’Angleterre      | Président de l’East of England Local Government Association (EELGA) | Tony Jackson       | 16 juillet 2012  |
| Pays de Galles           | Secrétaire d'État pour le Pays de Galles                            | David T. C. Davies | 22 octobre 2022  |
| Pays de Galles           | Premier ministre                                                    | Mark Drakeford     | 13 décembre 2018 |
| Grand Londres            | Président de l’Assemblée                                            | Andrew Boff        | 14 mai 2021      |
| Grand Londres            | Maire                                                               | Sadiq Khan         | 8 mai 2016       |
| Irlande du Nord          | Secrétaire d'État pour l'Irlande du Nord                            | Brandon Lewis      | 13 février 2020  |
| Irlande du Nord          | Premier ministre                                                    | Paul Givan         | 17 juin 2021     |
| Irlande du Nord          | Vice-Première ministre                                              | Michelle O'Neill   | 17 juin 2021     |
| Midlands de l'Est        | Président des East Midlands Councils                                | Martin Hill        | 25 juillet 2012  |
| Midlands-de-l’Ouest      | Président des West Midlands Councils                                | Philip Atkins      | 2010             |
| Yorkshire-et-Humber      | (fermé)                                                             | ...                | 2015             |

## Dépendances de la Couronne
| Dépendance | Statut                                               | Nom                | Depuis (le)      |
| ---------- | ---------------------------------------------------- | ------------------ | ---------------- |
| Guernesey  | Duc de Normandie                                     | Élisabeth II       | 6 février 1952   |
| Guernesey  | Lieutenant-gouverneur                                | Ian Corder         | 14 mars 2016     |
| Guernesey  | Bailli                                               | Richard Collas     | 23 mars 2012     |
| Guernesey  | Président du Comité des politiques et des ressources | Gavin St. Pier     | 4 mai 2016       |
| Jersey     | Duc de Normandie                                     | Élisabeth II       | 6 février 1952   |
| Jersey     | Lieutenant-gouverneur                                | Sir Stephen Dalton | 13 mars 2017     |
| Jersey     | Bailli                                               | Timothy Le Cocq    | 17 octobre 2019  |
| Jersey     | Premier ministre                                     | Ian Gorst          | 14 novembre 2011 |
| Man        | Lord de Man                                          | Élisabeth II       | 6 février 1952   |
| Man        | Lieutenant-gouverneur                                | Sir Richard Gozney | 27 mai 2016      |
| Man        | Premier ministre                                     | Allan Bell         | 11 octobre 2011  |

## Dirigeants des territoires à statut spécial
| Territoire                               | Statut                   | Nom                | Depuis (le)       |
| ---------------------------------------- | ------------------------ | ------------------ | ----------------- |
| Akrotiri-et-Dhekelia                     | Administrateur           | Richard Cripwell   | 10 janvier 2013   |
| Anguilla                                 | Gouverneur               | Christina Scott    | 23 juillet 2013   |
| Anguilla                                 | Ministre en chef         | Victor Banks       | 23 avril 2015     |
| Bermudes                                 | Gouverneur               | John Rankin        | 5 décembre 2016   |
| Bermudes                                 | Premier ministre         | Michael Dunkley    | 19 mai 2014       |
| Caïmans                                  | Gouverneur               | Helen Kilpatrick   | 6 septembre 2013  |
| Caïmans                                  | Premier ministre         | Alden McLaughlin   | 29 mai 2013       |
| Géorgie-du-Sud-et- Îles-Sandwich-du-Sud  | Commissaire              | Colin Roberts      | 29 avril 2014     |
| Géorgie-du-Sud-et- Îles-Sandwich-du-Sud  | Senior Executive Officer | Martin Collins     | Mai 2009          |
| Géorgie-du-Sud-et- Îles-Sandwich-du-Sud  | Magistrate               | Rod Strachan       | Novembre 2012     |
| Gibraltar                                | Gouverneur               | Edward Davis       | 19 janvier 2016   |
| Gibraltar                                | Ministre en chef         | Fabian Picardo     | 9 décembre 2011   |
| Îles Turks-et-Caïcos                     | Gouverneur               | Peter Beckingham   | 9 octobre 2013    |
| Îles Turks-et-Caïcos                     | Premier ministre         | Rufus Ewing        | 13 novembre 2012  |
| Îles-Vierges                             | Gouverneur               | John Duncan        | 15 août 2014      |
| Îles-Vierges                             | Premier ministre         | Orlando Smith      | 9 novembre 2011   |
| Malouines                                | Gouverneur               | Colin Roberts      | 29 avril 2014     |
| Malouines                                | Chef de l’exécutif       | Keith Padgett      | 1er février 2012  |
| Montserrat                               | Gouverneur               | Elizabeth Carriere | 5 août 2015       |
| Montserrat                               | Premier ministre         | Donaldson Romeo    | 12 septembre 2014 |
| Pitcairn                                 | Gouverneur               | Vicki Treadell     | 2010              |
| Pitcairn                                 | Maire                    | Shawn Christian    | 1er janvier 2014  |
| Sainte-Hélène                            | Gouverneur               | Lisa Phillips      | 25 avril 2016     |
| Territoire britannique de l’océan Indien | Commissaire              | Peter Hayes        | 17 octobre 2012   |
| Territoire britannique de l’océan Indien | Administrateur           | Tom Moody          | Juillet 2013      |

## Dirigeants du territoire antarctique
| Territoire                              | Statut         | Nom           | Depuis (le)     |
| --------------------------------------- | -------------- | ------------- | --------------- |
| Territoire britannique de l’Antarctique | Commissaire    | Peter Hayes   | 17 octobre 2012 |
| Territoire britannique de l’Antarctique | Administrateur | Henry Burgess | 2011            |

## Dirigeants des comtés anglais
Note : Sont reprises ici, dans la partie principale, les 84 entités de niveau « comté » : les 83 comtés métropolitains et non métropolitains (les 6 comtés métropolitains, les 27 comtés non métropolitains avec conseil de comté, le Berkshire [sans conseil de comté] et les 49 autorités unitaires) et le Grand Londres. Les quatre autres parties contiennent : les dirigeants des districts des comtés métropolitains ; les dirigeants des districts du Berkshire ; les dirigeants des boroughs londoniens ; les dirigeants de la City of London et des îles Scilly (leurs collectivités étant parfois considérés comme étant du niveau du comté).
| Comté                                                     | Titre                    | Nom                    | Depuis (le)     |
| --------------------------------------------------------- | ------------------------ | ---------------------- | --------------- |
| Bath and North East Somerset (BANES)                      | Président du conseil     | Alan Hale              | Mai 2016        |
| Bath and North East Somerset (BANES)                      | Leader du conseil        | Tim Warren             | Mai 2015        |
| Bedford                                                   | Elected Mayor            | Dave Hodgson           | Octobre 2009    |
| Berkshire                                                 | (pas de conseil)         | ...                    | ...             |
| Blackburn with Darwen                                     | Maire                    | Hussain Akhtar         | 2016            |
| Blackburn with Darwen                                     | Leader du conseil        | Mohammed Khan          | 2015            |
| Blackpool                                                 | Maire                    | Peter Callow           | Octobre 2015    |
| Blackpool                                                 | Leader du conseil        | Simon Blackburn        | 2011            |
| Bournemouth                                               | Maire                    | Eddie Coope            | Mai 2016        |
| Bournemouth                                               | Leader du conseil        | John Beesley           | Janvier 2012    |
| Brighton-et-Hove                                          | Maire                    | Anne Meadows           | Mai 2011        |
| Brighton-et-Hove                                          | Leader du conseil        | Mary Mears             | Juin 2008       |
| Bristol                                                   | Lord Mayor               | Peter Main             | 15 mai 2012     |
| Bristol                                                   | Leader du conseil        | Simon Cook             | 15 mai 2012     |
| Buckinghamshire                                           | Président du conseil     | Mike Colston           | 2011            |
| Buckinghamshire                                           | Leader du conseil        | Martin Tett            | Mai 2011        |
| Cambridgeshire                                            | Président du conseil     | Kevin Reynolds         | 2013            |
| Cambridgeshire                                            | Leader du conseil        | Steve Count            | Avril 2014      |
| Central Bedfordshire                                      | Présidente du conseil    | Caroline Maudlin       | 18 avril 2013   |
| Central Bedfordshire                                      | Leader du conseil        | James Jamieson         | Mai 2011        |
| Cheshire East                                             | Maire                    | Wesley Fitzgerald      | 14 mai 2014     |
| Cheshire East                                             | Leader du conseil        | Michael Jones          | 9 mai 2011      |
| Cheshire West and Chester                                 | Président du conseil     | Jill Houlbrook         | 17 mai 2013     |
| Cheshire West and Chester                                 | Leader du conseil        | Mike Jones             | Avril 2009      |
| Cornouailles                                              | Président du conseil     | John Wood              | Mai 2013        |
| Cornouailles                                              | Leader du conseil        | John Pollard           | Mai 2013        |
| Cumbria                                                   | Président du conseil     | Norman Clarkson        | 19 avril 2012   |
| Cumbria                                                   | Leader du conseil        | Eddie Martin           | Avril 2010      |
| Darlington                                                | Président du conseil     | Billy Baldwin          | 2011            |
| Darlington                                                | Leader du conseil        | Bill Dixon             | 2011            |
| Derby                                                     | Maire                    | Lisa Higginbottom      | 2012            |
| Derby                                                     | Leader du conseil        | Paul Bayliss           | Mai 2012        |
| Derbyshire                                                | Président du conseil     | George Wharmby         | 20 avril 2011   |
| Derbyshire                                                | Leader du conseil        | Andrew Lewer           | 2005/2012       |
| Devon                                                     | Président du conseil     | Jeremy Yabsley         | 2011            |
| Devon                                                     | Leader du conseil        | John Hart              | Juin 2009       |
| Dorset                                                    | Président du conseil     | Rebecca Knox           | 2011            |
| Dorset                                                    | Leader du conseil        | Angus Campbell         | Mai 2006        |
| Durham                                                    | Président du conseil     | Dennis Morgan          | 2011            |
| Durham                                                    | Leader du conseil        | Simon Henig            | 1er mai 2008    |
| Essex                                                     | Président du conseil     | Norman Hume            | Mai 2014        |
| Essex                                                     | Leader du conseil        | David Finch            | Mai 2013        |
| Gloucestershire                                           | Président du conseil     | Graham Morgan          | 20 mai 2015     |
| Gloucestershire                                           | Leader du conseil        | Mark Hawthorne         | 2009            |
| South Gloucestershire                                     | Présidente du conseil    | Erica Williams         | 27 mai 2015     |
| South Gloucestershire                                     | Leader du conseil        | Matthew Riddle         | 15 octobre 2014 |
| Grand Londres                                             | Président de l’Assemblée | Darren Johnson         | 2013            |
| Grand Londres                                             | Maire                    | Sadiq Khan             | 8 mai 2016      |
| Grand Manchester (comté métropolitain)                    | Maire                    | Tony Lloyd (intérim)   | 29 mai 2015     |
| Halton                                                    | Maire                    | Shaun Osborne          | 2014            |
| Halton                                                    | Leader du conseil        | Rob Polhill            | Mai 2010        |
| Hampshire                                                 | Président du conseil     | Jonathan Glen          | 22 mai 2015     |
| Hampshire                                                 | Leader du conseil        | Roy Perry              | 23 mai 2013     |
| Hartlepool                                                | Elected Mayor            | Stuart Drummond        | 2 mai 2002      |
| Herefordshire                                             | Président du conseil     | Olwyn Barnett          | 2011            |
| Herefordshire                                             | Leader du conseil        | John Jarvis            | 2011            |
| Hertfordshire                                             | Présidente du conseil    | Frances Button         | 13 mai 2015     |
| Hertfordshire                                             | Leader du conseil        | Robert Gordon          | 2007            |
| Île de Wight                                              | Président du conseil     | Charles Chapman        | Mai 2015        |
| Île de Wight                                              | Leader du conseil        | Jonathan Francis Bacon | 21 janvier 2015 |
| Kent                                                      | Président du conseil     | Eric Hotson            | Mai 2013        |
| Kent                                                      | Leader du conseil        | Paul Carter            | Octobre 2005    |
| Kingston-upon-Hull                                        | Lord Mayor               | Anita Harrison         | 2015            |
| Kingston-upon-Hull                                        | Leader du conseil        | Steve Brady            | Mai 2011        |
| Lancashire                                                | Présidente du conseil    | Margaret Brindle       | Mai 2015        |
| Lancashire                                                | Leader du conseil        | Jenny Mein             | 2013            |
| Leicester                                                 | Lord Mayor               | Abdul Osman            | Mai 2012        |
| Leicester                                                 | Maire (City Mayor)       | Peter Soulsby          | 6 mai 2011      |
| Leicestershire                                            | Président du conseil     | Rosita Page            | 2013            |
| Leicestershire                                            | Leader du conseil        | Nicholas Rushton       | Juillet 2012    |
| Lincolnshire                                              | Président du conseil     | Neil Cooper            | 20 mai 2011     |
| Lincolnshire                                              | Leader du conseil        | Martin Hill            | 2005            |
| North Lincolnshire                                        | Maire                    | Keith Vickers          | 25 mai 2011     |
| North Lincolnshire                                        | Leader du conseil        | Liz Redfern            | 2011            |
| North East Lincolnshire                                   | Maire                    | Mike Burton            | Mai 2012        |
| North East Lincolnshire                                   | Leader du conseil        | Chris Shaw             | 26 mai 2011     |
| Luton                                                     | Maire                    | Dave Taylor            | 27 mai 2015     |
| Luton                                                     | Leader du conseil        | Hazel Simmons          | 1991/2012       |
| Medway                                                    | Maire                    | Barry Kemp             | 2014            |
| Medway                                                    | Leader du conseil        | Alan Jarrett           | Mai 2015        |
| Merseyside (comté métropolitain)                          | (pas de conseil)         | ...                    | ...             |
| Middlesbrough                                             | Maire                    | Ray Mallon             | Mai 2002        |
| Midlands-de-l’Ouest (West Midlands) (comté métropolitain) | (pas de conseil)         | ...                    | ...             |
| Milton Keynes                                             | Maire                    | Derek Eastman          | 2014            |
| Milton Keynes                                             | Leader du conseil        | Peter Marland          | Juin 2014       |
| Norfolk                                                   | Président du conseil     | Ian Monson             | 8 mai 2012      |
| Norfolk                                                   | Leader du conseil        | Bill Borrett           | 25 février 2013 |
| Northamptonshire                                          | Président du conseil     | Joan Kirkbride         | 2013            |
| Northamptonshire                                          | Leader du conseil        | Jim Harker             | Mai 2005        |
| Northumberland                                            | Président du conseil     | George Todd            | Mai 2011        |
| Northumberland                                            | Leader du conseil        | Grant Davey            | Mai 2013        |
| Nottingham                                                | Lord Mayor               | Leon Unczur            | 2012            |
| Nottingham                                                | Leader du conseil        | Jon Collins            | 2003            |
| Nottinghamshire                                           | Président du conseil     | John Allin             | 16 mai 2013     |
| Nottinghamshire                                           | Leader du conseil        | Alan Rhodes            | Mai 2013        |
| Oxfordshire                                               | Président du conseil     | Don Seale              | Mai 2012        |
| Oxfordshire                                               | Leader du conseil        | Ian Hudspeth           | Avril 2012      |
| Peterborough                                              | Maire                    | George Simons          | 23 mai 2012     |
| Peterborough                                              | Leader du conseil        | Marco Cereste          | 2009            |
| Plymouth                                                  | Lord Mayor               | Pauline Murphy         | 2016            |
| Plymouth                                                  | Leader du conseil        | Ian Bowyer             | Mai 2016        |
| Poole                                                     | Maire                    | Ann Stribley           | 2015            |
| Poole                                                     | Leader du conseil        | Janet Walton           | 20 mai 2015     |
| Portsmouth                                                | Lord Mayor               | David Fuller           | 17 mai 2016     |
| Portsmouth                                                | Leader du conseil        | Donna Jones            | 3 mai 2012      |
| Redcar and Cleveland                                      | Maire                    | Brenda Forster         | 9 juin 2015     |
| Redcar and Cleveland                                      | Leader du conseil        | Sue Jeffrey            | 2015            |
| Rutland                                                   | Président du conseil     | Kenneth Bool           | 11 mai 2015     |
| Rutland                                                   | Leader du conseil        | Terry King             | 22 février 2016 |
| Shropshire                                                | Président du conseil     | Ann Hartley            | Décembre 2015   |
| Shropshire                                                | Leader du conseil        | Malcolm Pate           | Décembre 2015   |
| Somerset                                                  | Présidente du conseil    | Christine Lawrence     | Mai 2015        |
| Somerset                                                  | Leader du conseil        | John Osman             | Mai 2012        |
| North Somerset                                            | Président du conseil     | Charles Cave           | 2015            |
| North Somerset                                            | Leader du conseil        | Nigel Ashton           | Mai 2007 ?      |
| Southend-on-Sea                                           | Maire                    | Brian Kelly            | Mai 2013        |
| Southend-on-Sea                                           | Leader du conseil        | Nigel Holdcroft        | 2007            |
| Southampton                                               | Maire                    | Terry Matthews         | 18 mai 2011     |
| Southampton                                               | Leader du conseil        | Jacqui Rayment         | 25 avril 2013   |
| Staffordshire                                             | Présidente du conseil    | Janet Eagland          | Mai 2015        |
| Staffordshire                                             | Leader du conseil        | Philip Atkins          | Mai 2009        |
| Stockton-on-Tees                                          | Mayor                    | Ken Dixon              | 2016            |
| Stockton-on-Tees                                          | Leader du conseil        | Bob Cook               | Mai 2011        |
| Stoke-on-Trent                                            | Maire                    | Terry Follows          | 2011            |
| Stoke-on-Trent                                            | Leader du conseil        | Mohammed Pervez        | 26 mai 2011     |
| Suffolk                                                   | Président du conseil     | Guy McGregor           | 23 mai 2013     |
| Suffolk                                                   | Leader du conseil        | Mark Bee               | Mai 2011        |
| Surrey                                                    | Président du conseil     | David Munro            | 21 mai 2013     |
| Surrey                                                    | Leader du conseil        | David Hodge            | 11 octobre 2011 |
| Sussex-de-l’Est                                           | Président du conseil     | Colin Belsey           | Mai 2013        |
| Sussex-de-l’Est                                           | Leader du conseil        | Keith Glazier          | Mai 2013        |
| Sussex-de-l’Ouest                                         | Présidente du conseil    | Pat Arculus            | 2016            |
| Sussex-de-l’Ouest                                         | Leader du conseil        | Louise Goldsmith       | Juin 2010       |
| Swindon                                                   | Maire                    | Eric Shaw              | 20 mai 2016     |
| Swindon                                                   | Leader du conseil        | David Renard           | 11 avril 2013   |
| Telford et Wrekin                                         | Maire                    | Rae Evans              | 26 mai 2016     |
| Telford et Wrekin                                         | Leader du conseil        | Kuldip Sahota          | Mai 2011        |
| Thurrock                                                  | Maire                    | Steve Lizziard         | 27 mai 2015     |
| Thurrock                                                  | Leader du conseil        | John Kent              | 22 mai 2013 ?   |
| Torbay                                                    | Président du conseil     | Derek Mills            | 2011            |
| Torbay                                                    | Maire                    | Gordon Oliver          | Mai 2011        |
| Tyne and Wear (comté métropolitain)                       | (pas de conseil)         | ...                    | ...             |
| Warrington                                                | Maire                    | Peter Carey            | Mai 2013        |
| Warrington                                                | Leader du conseil        | Terry O’Neill          | Mai 2011        |
| Warwickshire                                              | Président du conseil     | Phillip Morris-Jones   | Mai 2011        |
| Warwickshire                                              | Leader du conseil        | Josie Compton          | Mai 2010        |
| Wiltshire                                                 | Président du conseil     | Robert Hall            | 2008            |
| Wiltshire                                                 | Leader du conseil        | Jane Scott             | 2003            |
| Worcestershire                                            | Président du conseil     | Tony Miller            | 12 mai 2016     |
| Worcestershire                                            | Leader du conseil        | Simon Geraghty         | Janvier 2016    |
| York                                                      | Lord Mayor               | Keith Hyman            | 2012            |
| York                                                      | Leader du conseil        | James Alexander        | Mai 2011        |
| Yorkshire-de-l’Est (East Riding of Yorkshire)             | Président du conseil     | Chad Chadwick          | 2012            |
| Yorkshire-de-l’Est (East Riding of Yorkshire)             | Leader du conseil        | Stephen Parnaby        | 1996            |
| Yorkshire-de-l’Ouest (comté métropolitain)                | (pas de conseil)         | ...                    | ...             |
| Yorkshire-du-Nord                                         | Président du conseil     | Val Arnold             | Mai 2016        |
| Yorkshire-du-Nord                                         | Leader du conseil        | Coun Carl Les          | Mai 2015        |
| Yorkshire-du-Sud (comté métropolitain)                    | (pas de conseil)         | ...                    | ...             |

### Dirigeants des districts métropolitains
Cette sous-rubrique dresse la liste des dirigeants des 36 districts métropolitains qui composent les comtés métropolitains.
| District            | Titre             | Nom               | Depuis (le)   |
| ------------------- | ----------------- | ----------------- | ------------- |
| Birmingham          | Lord Mayor        | John Lines        | Mai 2012      |
| Birmingham          | Leader du conseil | Albert Bore       | 2012          |
| Bradford            | Lord Mayor        | Khadim Hussain    | 2013          |
| Bradford            | Leader du conseil | David Green       | 8 mai 2012    |
| Barnsley            | Maire             | Ken Richardson    | 2013          |
| Barnsley            | Leader du conseil | Stephen Houghton  | 1996          |
| Bolton              | Maire             | Guy Harkin        | 2012          |
| Bolton              | Leader du conseil | Clifford Morris   | 2006          |
| Bury                | Maire             | Joan Grimshaw     | 16 mai 2012   |
| Bury                | Leader du conseil | Mike Connolly     | Mai 2011      |
| Calderdale          | Maire             | Nader Fekri       | 2011          |
| Calderdale          | Leader du conseil | Janet Battye      | 2008/2012     |
| Coventry            | Lord Mayor        | Keiran Mulhall    | 2011          |
| Coventry            | Leader du conseil | John Mutton       | 2010/2011     |
| Doncaster           | Elected Mayor     | Peter Davies      | 4 juin 2009   |
| Dudley              | Maire             | Michael Evans     | 2011          |
| Dudley              | Leader du conseil | Les Jones         | 2011          |
| Gateshead           | Maire             | Alex Geddes       | 2015          |
| Gateshead           | Leader du conseil | Mick Henry        | 2002          |
| Kirklees            | Maire             | Ken Smith         | 2014          |
| Kirklees            | Leader du conseil | David Sheard      | Février 2014  |
| Knowsley            | Maire             | Edna Finneran     | 2015          |
| Knowsley            | Leader du conseil | Andy Moorhead     | 2015          |
| Leeds               | Lord Mayor        | Ann Castle        | 2012          |
| Leeds               | Leader du conseil | Keith Wakefield   | Mai 2010      |
| Liverpool           | Lord Mayor        | Frank Prendergast | 2011          |
| Liverpool           | Maire             | Joe Anderson      | 4 mai 2012    |
| Manchester          | Lord Mayor        | Elaine Boyes      | 2012          |
| Manchester          | Leader du conseil | Richard Leese     | 1996          |
| Newcastle upon Tyne | Lord Mayor        | Jackie Slesenger  | 2012          |
| Newcastle upon Tyne | Leader du conseil | Nick Forbes       | Avril 2011    |
| North Tyneside      | Elected Mayor     | Linda Arkley      | 2009          |
| Oldham              | Maire             | Olwen Chadderton  | 2012          |
| Oldham              | Leader du conseil | Jim McMahon       | Juin 2011     |
| Rochdale            | Maire             | Alan Godson       | Mai 2011      |
| Rochdale            | Leader du conseil | Colin Lambert     | Décembre 2010 |
| Rotherham           | Maire             | Shaun Wright      | 20 mai 2011   |
| Rotherham           | Leader du conseil | Roger Stone       | 2003          |
| Salford             | Civic Mayor       | Peter Dobbs       | 2015          |
| Salford             | Elected Mayor     | Ian Stewart       | 4 mai 2012    |
| Sandwell            | Maire             | Joyce Underhill   | 2011          |
| Sandwell            | Leader du conseil | Darren Cooper     | Décembre 2009 |
| Sefton              | Maire             | Paul Cummins      | 2011          |
| Sefton              | Leader du conseil | Peter Dowd        | 2011          |
| Sheffield           | Lord Mayor        | Sylvia Dunkley    | 2011          |
| Sheffield           | Leader du conseil | Julie Dore        | Mai 2011      |
| Solihull            | Maire             | Joe Tildesley     | Mai 2013      |
| Solihull            | Leader du conseil | Ken Meeson        | 2010/2011     |
| South Tyneside      | Maire             | Eileen Leask      | Mai 2012      |
| South Tyneside      | Leader du conseil | Iain Malcolm      | .../2011      |
| St Helens           | Maire             | Tom Hargreaves    | 2011          |
| St Helens           | Leader du conseil | Marie Rimmer      | 2009/2011     |
| Stockport           | Maire             | Les Jones         | 2011          |
| Stockport           | Leader du conseil | Dave Goddard      | .../2012      |
| Sunderland          | Maire             | Norma Wright      | 2011          |
| Sunderland          | Leader du conseil | Paul Watson       | Mai 2008      |
| Tameside            | Maire             | Dawson Lane       | 2014          |
| Tameside            | Leader du conseil | Kieran Quinn      | 25 mai 2010   |
| Trafford            | Maire             | Jane Baugh        | Mai 2011      |
| Trafford            | Leader du conseil | Matt Colledge     | .../2011      |
| Wakefield           | Maire             | Ros Lund          | 2011          |
| Wakefield           | Leader du conseil | Peter Box         | Août 1998     |
| Walsall             | Maire             | Garry Perry       | 2011          |
| Walsall             | Leader du conseil | Mike Bird         | .../2010      |
| Wigan               | Maire             | Billy Rotherham   | 22 mai 2013   |
| Wigan               | Leader du conseil | Peter Smith       | 1991          |
| Wirral              | Maire             | Moira McLaughlin  | 2011          |
| Wirral              | Leader du conseil | Jeff Green        | Février 2012  |
| Wolverhampton       | Maire             | Bert Turner       | Mai 2011      |
| Wolverhampton       | Leader du conseil | Roger Lawrence    | .../2011      |

### Dirigeants des districts du Berkshire
Cette sous-rubrique dresse la liste des dirigeants des 6 districts non métropolitains du Berkshire.
| District               | Titre                | Nom                   | Depuis (le) |
| ---------------------- | -------------------- | --------------------- | ----------- |
| Bracknell Forest       | Maire                | Jan Angell            | 15 mai 2013 |
| Bracknell Forest       | Leader du conseil    | Paul Bettison         | 1997        |
| Reading                | Maire                | Deborah Edwards       | 2011        |
| Reading                | Leader du conseil    | Jo Lovelock           | 2011        |
| Slough                 | Maire                | Sukhjit Dhaliwal      | 2011        |
| Slough                 | Leader du conseil    | Rob Anderson          | Mai 2008    |
| West Berkshire         | Président du conseil | Peter Argyle          | 19 mai 2015 |
| West Berkshire         | Leader du conseil    | Gordon Lundie         | Mai 2013    |
| Windsor and Maidenhead | Maire                | Asghar Majeed         | 2011        |
| Windsor and Maidenhead | Leader du conseil    | David Burbage         | 2007        |
| Wokingham              | Maire                | Parvinder Singh Batth | Mai 2015    |
| Wokingham              | Leader du conseil    | Keith Baker           | Juin 2014   |

### Dirigeants des boroughs de Londres
Cette sous-rubrique dresse la liste des dirigeants des 32 boroughs de Londres.
| Borough               | Titre             | Nom                  | Depuis (le)  |
| --------------------- | ----------------- | -------------------- | ------------ |
| Barking and Dagenham  | Maire             | Milton McKenzie      | 2011         |
| Barking and Dagenham  | Leader du conseil | Liam Smith           | .../2011     |
| Barnet                | Maire             | Hugh Rayner          | 2 juin 2014  |
| Barnet                | Leader du conseil | Richard Cornelius    | 2011         |
| Bexley                | Maire             | Ray Sams             | Mai 2011     |
| Bexley                | Leader du conseil | Teresa O’Neill       | .../2010     |
| Brent                 | Maire             | Aslam Choudry        | Mai 2011     |
| Brent                 | Leader du conseil | Ann John             | .../2011     |
| Bromley               | Maire             | Ernest Noad          | 15 mai 2013  |
| Bromley               | Leader du conseil | Stephen Carr         | Juillet 1999 |
| Camden                | Maire             | Abdul Quadir         | 2011         |
| Camden                | Leader du conseil | Nasim Ali            | Mai 2010     |
| Croydon               | Maire             | Eddy Arram           | 2012         |
| Croydon               | Leader du conseil | Mike Fisher          | Mai 2006     |
| Enfield               | Maire             | Christiana During    | 2011         |
| Enfield               | Leader du conseil | Doug Taylor          | Mai 2010     |
| Ealing                | Maire             | Kamaljit Dhindsa     | 2013         |
| Ealing                | Leader du conseil | Julian Bell          | 2005/2011    |
| Greenwich             | Maire             | Jim Gillman          | 2011         |
| Greenwich             | Leader du conseil | Chris Roberts        | .../2011     |
| Hackney               | Elected Mayor     | Jules Pipe           | Juin 2001    |
| Hammersmith et Fulham | Maire             | Frances Stainton     | 2011         |
| Hammersmith et Fulham | Leader du conseil | Nick Botterill       | 30 mai 2012  |
| Haringey              | Maire             | Gina Adamou          | 2011         |
| Haringey              | Leader du conseil | Claire Kober         | 2008/2011    |
| Harrow                | Maire             | Mrinal Choudhury     | 2011         |
| Harrow                | Leader du conseil | Bill Stephenson      | 2010         |
| Havering              | Maire             | Melvin Wallace       | 2011         |
| Havering              | Leader du conseil | Michael White        | Mai 2004     |
| Hillington            | Maire             | Mary O’Connor        | 2011         |
| Hillington            | Leader du conseil | Ray Puddifoot        | 2000         |
| Hounslow              | Maire             | Nisar Malik          | Mai 2015     |
| Hounslow              | Leader du conseil | Steve Curran         | 10 juin 2014 |
| Islington             | Maire             | Phil Kelly           | 2011         |
| Islington             | Leader du conseil | Catherine West       | 2009/2011    |
| Kensington et Chelsea | Maire             | Julie Mills          | 2011         |
| Kensington et Chelsea | Leader du conseil | Nicholas Paget-Brown | 2013         |
| Kingston upon Thames  | Maire             | Roy Arora            | 19 mai 2015  |
| Kingston upon Thames  | Leader du conseil | Kevin Davis          | 2012/2015    |
| Lambeth               | Maire             | Christiana Valcarcel | 2011         |
| Lambeth               | Leader du conseil | Steve Reed           | 2006         |
| Lewisham              | Elected Mayor     | Steve Bullock        | 2 mai 2002   |
| Merton                | Maire             | Gilli Lewis-Lavender | 2011         |
| Merton                | Leader du conseil | Stephen Alambritis   | Mai 2010     |
| Newham                | Elected Mayor     | Robin Wales          | 2 mai 2002   |
| Redbridge             | Maire             | Barbara White        | 2015         |
| Redbridge             | Leader du conseil | Jas Athwal           | Octobre 2011 |
| Richmond upon Thames  | Maire             | Clare Head           | 2011         |
| Richmond upon Thames  | Leader du conseil | Nicholas True        | 2010         |
| Southwark             | Maire             | Lorraine Lauder      | 2011         |
| Southwark             | Leader du conseil | Peter John           | .../2010     |
| Sutton                | Maire             | Gerry Jerome         | 2011         |
| Sutton                | Leader du conseil | Sean Brennan         | .../2010     |
| Tower Hamlets         | Elected Mayor     | Lutfur Rahman        | 2008         |
| Waltham Forest        | Maire             | Geoff Walker         | 2011         |
| Waltham Forest        | Leader du conseil | Chris Robbins        | 2009         |
| Wandsworth            | Maire             | Jane Cooper          | Mai 2011     |
| Wandsworth            | Leader du conseil | Ravi Govindia        | 18 mai 2011  |
| Westminster           | Lord Mayor        | Susie Burbridge      | Mai 2011     |
| Westminster           | Leader du conseil | Philippa Roe         | Mars 2012    |

### Dirigeants des entitéssui generis
| Entité                   | Titre                 | Nom            | Depuis (le)      |
| ------------------------ | --------------------- | -------------- | ---------------- |
| City of London           | Lord Mayor            | Andrew Parmley | 11 novembre 2016 |
| City of London           | Town Clerk            | Chris Duffield | 2003             |
| Sorlingues (îles Scilly) | Présidente du conseil | Amanda Martin  | Mai 2013         |

## Dirigeants des comtés écossais
| Council area                         | Titre                                    | Nom                   | Depuis (le)    |
| ------------------------------------ | ---------------------------------------- | --------------------- | -------------- |
| City of Aberdeen                     | Lord Provost                             | George Adam           | Mai 2012       |
| City of Aberdeen                     | Leader du conseil                        | Barney Crockett       | Mai 2012       |
| Aberdeenshire                        | Provost                                  | Jill Webster          | Mai 2012       |
| Aberdeenshire                        | Leader du conseil                        | Jim Gifford           | May 2012       |
| Angus                                | Provost                                  | Helen Oswald          | Mai 2012       |
| Angus                                | Leader du conseil                        | Iain Gaul             | Mai 2012       |
| Argyll and Bute                      | Provost                                  | Len Scoullar          | Septembre 2013 |
| Argyll and Bute                      | Leader du conseil                        | Dick Walsh            | Septembre 2013 |
| Clackmannanshire                     | Provost                                  | Tina Murphy           | Janvier 2012   |
| Clackmannanshire                     | Leader du conseil                        | Gary Womersley        | 6 janvier 2012 |
| Dumfries and Galloway                | Civic Head                               | Brian Collins         | Septembre 2013 |
| Dumfries and Galloway                | Leader du conseil                        | Ronnie Nicholson      | Octobre 2013   |
| Dundee City                          | Lord Provost                             | Bob Duncan            | Mai 2012       |
| Dundee City                          | Leader du conseil                        | Ken Guild             | Mars 2009      |
| East Ayrshire                        | Provost                                  | Jim Todd              | Mai 2012       |
| East Ayrshire                        | Leader du conseil                        | Douglas Reid          | Mai 2007       |
| East Dunbartonshire                  | Provost                                  | Una Walker            | Mai 2012       |
| East Dunbartonshire                  | Leader du conseil                        | Rhondda Geekie        | Mai 2007       |
| East Lothian                         | Provost                                  | Ludovic Broun-Lindsay | Mai 2012       |
| East Lothian                         | Leader du conseil                        | Willie Innes          | Mai 2012       |
| East Renfrewshire                    | Provost                                  | Alastair Carmichael   | Mai 2012       |
| East Renfrewshire                    | Leader du conseil                        | Jim Fletcher          | Mai 2012       |
| City of Edinburgh (Édimbourg)        | Lord Provost                             | Donald Wilson         | Mai 2012       |
| City of Edinburgh (Édimbourg)        | Leader du conseil                        | Andrew Burns          | Mai 2012       |
| Falkirk                              | Provost                                  | Pat Reid              | Mai 2007       |
| Falkirk                              | Leader du conseil                        | Craig Martin          | Janvier 2010   |
| Fife                                 | Provost                                  | Jim Leishman          | Mai 2012       |
| Fife                                 | Leader du conseil                        | Alex Rowley           | Mai 2012       |
| Glasgow City                         | Lord Provost                             | Sadie Docherty        | Mai 2012       |
| Glasgow City                         | Leader du conseil                        | Gordon Matheson       | Mai 2010       |
| Hébrides-Extérieures (Western Isles) | Convener du Comhairle nan Eilean Siar    | Norman Macdonald      | 10 mai 2012    |
| Hébrides-Extérieures (Western Isles) | Leader du Comhairle nan Eilean Siar      | Angus Campbell        | Mai 2007       |
| Highland                             | Convener                                 | Jimmy Gray            | Août 2008      |
| Highland                             | Leader du conseil                        | Drew Hendry           | Mai 2012       |
| Inverclyde                           | Provost                                  | Robert Moran          | Mai 2012       |
| Inverclyde                           | Leader du conseil                        | Stephen McCabe        | Mai 2012       |
| Midlothian                           | Provost                                  | Joe Wallace           | Mai 2012       |
| Midlothian                           | Leader du conseil                        | Bob Constable         | Mai 2012       |
| Moray                                | Convener                                 | Stewart Cree          | Mai 2012       |
| Moray                                | Leader of the council                    | Allan Wright          | Mai 2012       |
| North Ayrshire                       | Provost                                  | Joan Sturgeon         | Mai 2012       |
| North Ayrshire                       | Leader du conseil                        | Willie Gibson         | Mai 2012       |
| North Lanarkshire                    | Provost                                  | James Robertson       | Mai 2012       |
| North Lanarkshire                    | Leader du conseil                        | Jim McCabe            | Mai 1999       |
| Orcades                              | Convener du Orkney Islands Council (OIC) | Steven Heddle         | Mai 2012       |
| Perth and Kinross                    | Provost                                  | Elizabeth Grant       | Mai 2012       |
| Perth and Kinross                    | Leader du conseil                        | Ian Miller            | Mai 2007       |
| Renfrewshire                         | Provost                                  | Anne Hall             | 17 mai 2012    |
| Renfrewshire                         | Leader du conseil                        | Mark Macmillan        | Mai 2012       |
| Scottish Borders                     | Convener                                 | Graham Garvie         | Mai 2012       |
| Scottish Borders                     | Leader du conseil                        | David Parker          | Mai 2003       |
| Shetland                             | Convener du Shetland Islands Council     | Malcolm Bell          | Mai 2012       |
| Shetland                             | Leader of the council                    | Gary Robinson         | Mai 2012       |
| South Ayrshire                       | Provost                                  | Helen Moonie          | Mai 2012       |
| South Ayrshire                       | Leader du conseil                        | Bill McIntosh         | Mai 2007       |
| South Lanarkshire                    | Provost                                  | Eileen Logan          | Mai 2012       |
| South Lanarkshire                    | Leader du conseil                        | Eddie McAvoy          | Mai 1999       |
| Stirling                             | Provost                                  | Mike Robbins          | Mai 2012       |
| Stirling                             | Leader du conseil                        | Corrie McChord        | Mai 2012       |
| West Dunbartonshire                  | Provost                                  | Douglas McAllister    | Mai 2012       |
| West Dunbartonshire                  | Leader du conseil                        | Martin Rooney         | Mai 2012       |
| West Lothian                         | Provost                                  | Tom Kerr              | Mai 2007       |
| West Lothian                         | Leader du conseil                        | John McGinty          | Mai 2012       |

## Dirigeants des comtés gallois
| District                   | Titre                | Nom                    | Depuis (le)    |
| -------------------------- | -------------------- | ---------------------- | -------------- |
| Anglesey (Ynys Môn)        | Président du conseil | Gwilym Jones           | Mai 2013       |
| Anglesey (Ynys Môn)        | Leader du conseil    | Ieuan Williams         | Mai 2013       |
| Blaenau Gwent              | Maire                | Michael J. Bartlett    | 2011           |
| Blaenau Gwent              | Leader du conseil    | John Mason             | Octobre 2011   |
| Bridgend                   | Maire                | Richard Young          | Mai 2015       |
| Bridgend                   | Leader du conseil    | Melvyn E. J. Nott      | 2007/2010      |
| Caerphilly                 | Maire                | Vera Jenkins           | Mai 2011       |
| Caerphilly                 | Leader du conseil    | Allan Pritchard        | Mai 2011       |
| Cardiff                    | Maire                | Derrick Morgan         | Septembre 2012 |
| Cardiff                    | Leader du conseil    | Heather Joyce          | Mai 2012       |
| Carmarthenshire            | Président du conseil | Peter Hughes Griffiths | 20 mai 2015    |
| Carmarthenshire            | Leader du conseil    | Emlyn Dole             | 20 mai 2015    |
| Ceredigion (Cardiganshire) | Président du conseil | John Adams-Lewis       | 2012/2014      |
| Ceredigion (Cardiganshire) | Leader du conseil    | Ellen ap Gwynn         | Mai 2012       |
| Conwy                      | Président du conseil | Brenda Taylor          | 2010           |
| Conwy                      | Leader du conseil    | Dilwyn O. Roberts      | .../2008       |
| Denbighshire               | Président du conseil | Bill Cowie             | 2011           |
| Denbighshire               | Leader du conseil    | Hugh H Evans           | 20 mai 2008    |
| Flintshire                 | Président du conseil | Hilary McGuill         | Mai 2011       |
| Flintshire                 | Leader du conseil    | Arnold Woolley         | .../2011       |
| Gwynedd                    | Président du conseil | John Gwilym Jones      | Mai 2011       |
| Gwynedd                    | Leader du conseil    | Dyfed Edwards          | .../2009       |
| Merthyr Tydfil             | Maire                | Paul Brown             | 2011           |
| Merthyr Tydfil             | Leader du conseil    | Jeff Edwards           | .../2011       |
| Monmouthshire              | Président du conseil | Brian Hood             | Mai 2011       |
| Monmouthshire              | Leader du conseil    | Peter Fox              | .../2011       |
| Neath Port Talbot          | Maire                | Lella James            | 2010           |
| Neath Port Talbot          | Leader du conseil    | Ali Thomas             | .../2010       |
| Newport                    | Maire                | Margaret Cornelius     | 2011           |
| Newport                    | Leader du conseil    | Matthew Evans          | 24 juin 2008   |
| Pembrokeshire              | Président du conseil | David John Pugh        | 2011           |
| Pembrokeshire              | Leader du conseil    | John Davies            | .../2010       |
| Powys                      | Président du conseil | Barry Thomas           | 2011           |
| Powys                      | Leader du conseil    | E. Michael Jones       | .../2011       |
| Rhondda Cynon Taf          | Maire                | Sylvia Jones           | 2011           |
| Rhondda Cynon Taf          | Leader du conseil    | Andrew Morgan          | Mai 2014       |
| Swansea                    | Maire                | Ioan Richard           | 2011           |
| Swansea                    | Leader du conseil    | Chris Holley           | .../2011       |
| Torfaen                    | Maire                | Philip Seabourne       | 24 mai 2011    |
| Torfaen                    | Leader du conseil    | Bob Wellington         | Juin 2004      |
| Vale of Glamorgan          | Maire                | John Clifford          | 2011           |
| Vale of Glamorgan          | Leader du conseil    | Gordon C. Kemp         | .../2012       |
| Wrexham                    | Maire                | Ian Roberts            | 2011           |
| Wrexham                    | Leader du conseil    | Ron Davies             | 2011/2012      |

## Dirigeants des districts nord-irlandais
| District                        | Titre                | Nom                       | Depuis (le)    |
| ------------------------------- | -------------------- | ------------------------- | -------------- |
| Antrim and Newtownabbey         | Maire                | Thomas Hogg               | 2015           |
| Ards and North Down             | Maire                | Alan Graham               | 2015           |
| Armagh, Banbridge and Craigavon | Lord Mayor           | Darryn Causby             | 2015           |
| Belfast                         | Lord Mayor           | Arder Carson              | 1er avril 2015 |
| Causeway Coast and Glens        | Maire                | Michelle Knight-McQuillan | 2015           |
| Derry and Strabane              | Maire                | Elisha McCallion          | Avril 2015     |
| Fermanagh and Omagh             | Président du conseil | Thomas O’Reilly           | 2015           |
| Lisburn and Castlereagh         | Maire                | Thomas Beckett            | 2015           |
| Mid and East Antrim             | Maire                | Billy Ashe                | 2015           |
| Mid-Ulster                      | Maire                | Linda Dillon              | 2015           |
| Newry, Mourne and Down          | Présidente           | Naomi Bailie              | 2015           |